# Eucharitolus lituratus
Eucharitolus lituratus är en skalbaggsart som först beskrevs av Julius Melzer 1934.  Eucharitolus lituratus ingår i släktet Eucharitolus och familjen långhorningar. Inga underarter finns listade i Catalogue of Life.